# Jekaterina Iwanowna Rasumowskaja

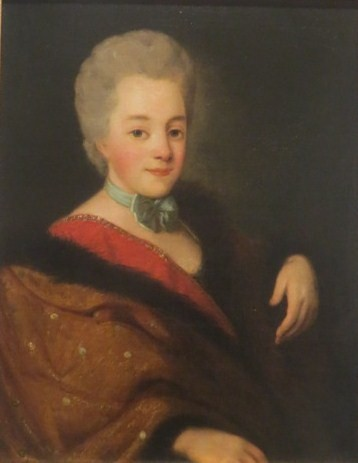
Jekaterina Rasumowskaja (1750er Jahre)

Jekaterina Iwanowna Rasumowskaja (russisch Екатерина Ивановна Разумовская, * 22. Mai 1729; † 2. August 1771) war eine russische Gräfin, Hofdame und die Ehefrau des letzten Hetmans der ukrainischen Saporoger Kosaken Kirill Rasumowski.

## Biografie
Sie war die Tochter des Flottenkapitäns Iwan Naryschkin, einem Cousin Peters I., aus dessen Ehe mit seiner Cousine vierten Grades Darja Naryschkina, und wuchs bei ihrem Onkel Alexander Naryschkin auf. Sie wurde als Hofdame für Kaiserin Elisabeth vorgestellt und erregte durch ihr großes Vermögen die Aufmerksamkeit der Höflinge.
Am 9. Juli 1746 verlobte sie sich mit dem Grafen Kirill Rasumowski. Am 7. November 1746 fand in Anwesenheit der Kaiserin eine feierliche Hochzeit statt und einen Tag später wurde Gräfin Rasumowskaja zur Hofdame erklärt. Sie wurde „Hetmanscha“ genannt, weil ihr Ehemann ab 1750 Hetman Kleinrusslands war. Ihr wurde das Kavalleriekreuz des Russischen Ordens der Heiligen Katharina verliehen.
Sie hatte sechs Söhne und fünf Töchter, von denen nur eine Tochter, Gräfin Darja Kirillowna, im Kindesalter starb. Rasumowskaja wurde in Sankt Petersburg in der Mariä-Verkündigungs-Kirche im Alexander-Newski-Kloster neben Graf Alexei Rasumowski beigesetzt. Kirill Rasumowski errichtete über den Gräbern seines Bruders und seiner Frau ein Marmordenkmal.